# GL Leonis
GL Leonis, kurz GL Leo, auch mit 2MASS J11455714+2317297 bezeichnet, ist ein Brauner Zwerg im Sternbild Löwe. Er gehört der Spektralklasse L1.5 an und seine Position verschiebt sich aufgrund seiner Eigenbewegung jährlich um 0,16435 Bogensekunden.